# Susan Kronborg
Susan Kronborg, née le 5 juillet 1968, est une femme politique danoise, députée au Folketing de 2021 à 2022.

## Biographie
Susan Kronborg est la fille d'un électricien et d'une employée de banque. Elle suit des études de droit à l'université d'Aarhus, dont elle est diplômée en 1994. Elle rejoint ensuite l'administration fiscale en tant qu'agente administrative. Elle devient en 2010 consultante spéciale pour le ministère de la Fiscalité, avant de revenir au sein de l'administration fisale en tant que consultante en 2013.
Engagée au sein de Radikale Venstre, elle est candidate aux élections législatives de juin 2019 mais ne remporte pas de siège, devenant seulement la première suppléante de son parti dans sa circonscription du Jutland de l'Est. À ce titre, elle devient membre temporaire du Folketing à partir de novembre 2020 quand le député Morten Østergaard annonce prendre un congé. Elle devient députée de plein exercice quand Østergaard démissionne de son siège en juin 2021.
Elle est candidate à un nouveau mandat lors des élections législatives de novembre 2022, mais ne pavient pas à être réélue, alors que son parti perd plus de la moitié de ses sièges.
En juin 2024, elle annonce son départ de Radikale Venstre pour rejoindre les Modérés, le parti centriste de l'ancien Premier ministre Lars Løkke Rasmussen. En novembre, elle annonce sa candidature aux élections municipales de 2025 à Skanderborg sous les couleurs de son nouveau parti.